# صلاح البلوشي
صلاح عبد الرسول البلوشي (مواليد 12 فبراير 1981 في المحرق، البحرين) بحريني من أصل بلوشي كان رهن الاعتقال دون محاكمة في معتقل غوانتانامو الأمريكي في كوبا.
في 15 مايو 2006 قامت وزارة دفاع الولايات المتحدة بالامتثال لقرار المحكمة بإصدار قائمة بهويات المعتقلين في غوانتانامو. ادعت وزارة الدفاع أنه صلاح عبد الرسول علي عبد الرحمن البلوشي. كان رقم السجين الأمني هو 227. ذكرت تقارير وزارة الدفاع أنه ولد في 12 فبراير 1981 في المحرق بالبحرين. بحسب ما ورد فإن صلاح ألقي القبض عليه من قبل السلطات الباكستانية بعد عبور الحدود من أفغانستان في ديسمبر 2001 وتم تسليمه إلى الجيش الأمريكي.
يمثل البلوشي المحامي جوشوا كولانجيلو بريان. يقود النائب البحريني السابق محمد خالد حملة للإفراج عنه.

## محكمة مراجعة وضع المقاتلين
في البداية أكدت رئاسة بوش أنها يمكن أن تحجب جميع الحمايات في اتفاقيات جنيف لأسرى الحرب على الإرهاب. طعن هذه السياسة الفرع القضائي. يقول النقاد أن الولايات المتحدة لا يمكن أن تتنصل من التزامها بإجراء المحاكم المختصة لتحديد ما إذا كان الأسرى يحق أو لا يحق لهم الحماية من صفة أسرى الحرب.
بعد ذلك قامت وزارة الدفاع بمراجعة وضع المقاتلين المعتقلين. ومع ذلك فإن المعتقلين لم يخول لهم تحديد ما إذا كان الأسرى مقاتلون قانونيون بدلا من تمكنهم من مجرد تقديم توصية حول ما إذا كان الأسير قد سبق تحديده بشكل صحيح لمطابقة تعريف رئاسة بوش مقاتل عدو.

### ملخص مذكرة الأدلة
تم إعداد ملخص مذكرة الأدلة لمحكمة مراجعة وضع المقاتلين لصلاح عبد الرسول علي عبد الرحمن البلوشي في 23 سبتمبر 2004. المذكرة المذكورة زعمت التالي ضده:
1. يرتبط المعتقل مع القاعدة:
  1. سافر المعتقل من البحرين إلى أفغانستان عبر باكستان في أغسطس 2001.
  2. لدى وصوله قندهار قضى المعتقل أسبوعين المضيف.
  3. المضيف المتواجد في قندهار هو مشتبه به بالتجنيد لصالح تنظيم القاعدة.
  4. بناء على اقتراح من يشتبه بالتجنيد فقد سلم المعتقل جواز سفره إلى عالم دين في معهد محلي.
  5. عالم الدين الذي قدم المعتقل جواز سفره هو مجند تنظيم القاعدة.
  6. الاسم المستعار الذي يستخدمه المعتقل واسم الشخص الذي أعطى جواز سفره وجد على القوائم المكتشفة خلال تفتيش المنازل الآمنة لتنظيم القاعدة في أفغانستان خلال نوفمبر 2001.
  7. أثناء وجوده في مستشفى جالالابا اجتمع مع مصري ثم سافر معه إلى قرية صغيرة.
  8. تم التعرف على المصري باعتباره قائد ومدرب في تنظيم القاعدة.
  9. قاتل المصري في الخطوط الأمامية مع طالبان ضد تحالف الشمال.
  10. تم القبض على المعتقل من قبل السلطات الباكستانية في ديسمبر 2001 بعد هروبه من أفغانستان.

### نسخة طبق الأصل
لا يوجد سجل أن الأسير 227 شارك كمقاتل.

## استصدار مذكرة جلب
تم تقديم أمر إحضار صلاح عبد الرسول علي عبد الرحمن البلوشي ضد جورج دبليو بوش نيابة عن الأسير 227. في الرد نشرت وزارة الدفاع في 12 أكتوبر 2004 16 صفحة من وثائق سرية تتعلق بصفة المقاتل في محكمة المراجعة.
تمت صياغة إعلان المستشار القانوني من قبل القائد جيمس ر. كريسفيلد الابن وهو ضابط الفريق الاستشاري المشترك. أكد وضعه كمقاتل عدو عن طريق لوحة المحكمة 6 في 28 سبتمبر 2004.
قال ممثله الشخصي في 27 سبتمبر 2004:

## جلسة مجلس المراجعة الإدارية
كان من المقرر أن استعراض ملف المقاتلين الأعداء في جلسات الاستماع الإدارية السنوية. لم يأذن مجلس المراجعة الإدارية بمراجعة ما إذا كان المعتقل مؤهلا للحصول على وضع أسير ولم تكن مخولة النظر في ما إذا كان ينبغي أن تصنف المعتقل «كمقاتل عدو».
كانوا مفوضين للنظر في ما إذا كان ينبغي أن يستمر أحد المعتقلين رهن الاعتقال من قبل الولايات المتحدة لأنه يشكل تهديدا أو ما إذا كان يمكن أن يكون بأمان إعادتهم إلى عهدة وطنهم أو ما إذا كان يمكن إطلاق سراحهم.

### مجلس المراجعة الإدارية السنوي الأول
تم إعداد ملخص مذكرة الأدلة على مجلس المراجعة الإدارية السنوي الأول بشأن صلاح عبد الرسول علي عبد الرحمن البلوشي في 28 يناير 2005. المذكرة المدرجة تذكر العوامل المؤيدة والمعارضة لاستمرار اعتقاله.
العوامل الأساسية التالية التي تفضل استمرار اعتقاله
1. الالتزام:
  1. سافر المعتقل من البحرين إلى أفغانستان عبر باكستان في أغسطس 2001.
2. الصلة:
  1. لدى وصوله قندهار قضى المعتقل أسبوعين المضيف.
  2. المضيف المتواجد في قندهار هو مشتبه به بالتجنيد لصالح تنظيم القاعدة.
  3. بناء على اقتراح من يشتبه بالتجنيد فقد سلم المعتقل جواز سفره إلى عالم دين في معهد محلي.
  4. عالم الدين الذي قدم المعتقل جواز سفره هو مجند تنظيم القاعدة.
  5. الاسم المستعار الذي يستخدمه المعتقل واسم الشخص الذي أعطى جواز سفره وجد على القوائم المكتشفة خلال تفتيش المنازل الآمنة لتنظيم القاعدة في أفغانستان خلال نوفمبر 2001.
  6. أثناء وجوده في مستشفى جالالابا اجتمع مع مصري ثم سافر معه إلى قرية صغيرة.
  7. تم التعرف على المصري باعتباره قائد ومدرب في تنظيم القاعدة.
  8. قاتل المصري في الخطوط الأمامية مع طالبان ضد تحالف الشمال.
  9. تم القبض على المعتقل من قبل السلطات الباكستانية في ديسمبر 2001 بعد هروبه من أفغانستان.

العوامل الأساسية التالية لصالح إطلاق السراح أو النقل
لا يوجد

#### رسالة من مارك س. سوليفان
وزارة الدفاع لم تنشر نص من الأسير 227 في جلسة المجلس. نشرت نسخة منقحة من رسالة من صفحتين من مارك س. سوليفان أحد المحامين الذين ساعدوه في الوصول إلى النظام القضائي الأميركي بتاريخ 19 يناير 2005 تحت عنوان: «مراجعة المجلس الإداري لتقديم صلاح عبد الرسول البلوشي رقم السجين الأمني 227». نشرت أيضا مذكرة غير موقعة.
ذكرت رسالة سوليفان في جزء منها:
ينبغي أن تؤخذ العوامل التالية بعين الاعتبار من قبل مجلس المراجعة الإداري فيما يتعلق باستمرار احتجاز السيد البلوشي:
- لم يقبض عليه بالقرب من أي أرض المعركة. بدلا من ذلك اقتيد إلى الحجز في باكستان من قبل السلطات الباكستانية.
- ليس هناك أدلة موثوقة أنه شارك في أية أعمال عدائية ضد الولايات المتحدة أو حلفائها.
- ############# ############ ############# ############ ## ########### ############# ############ ########### # #### ############ ############# ############## ####### #### ############# ############ ########### ######### # ########### ############# ############## ########### # ############ ############ ########### ######### هذه القصب الرقيقة من التكهنات و الغمز أدلة بالكاد تكفي لإثبات أن السيد البلوشي عضو في تنظيم القاعدة أو أي منظمة إرهابية أخرى أو لتبرير حبسه إلى أجل غير مسمى.»

ذكرت مذكرة غير موقعة:

### مجلس المراجعة الإدارية السنوي الثاني
ذكرت جريدة غلف ديلي نيوز في 2 يوليو 2006 أن كولانجيلو لخص الادعاءات ضد البلوشي في ولايته الثانية لمجلس المراجعة الإدارية.
1. على وجه التحديد يؤكد الجيش أن صلاح ذهب إلى أفغانستان قبل 11 سبتمبر 2001 عندما سمع عن التماثيل البوذية التي دمرت في باميان منذ فترة طويلة.
2. وفقا للجيش ذهب صلاح هناك للتأكد من أن الأفغان كانوا مسلمين سلفيين.
3. يقول الجيش أيضا أن صلاح كان معه 300 دينار بحريني وأنه بقي مع صديق لمدة أسبوعين في قندهار.
4. وفقا للجيش فقد اقترح هذا الصديق أن يعطي صلاح جواز سفره لرجل يقال إنها مرتبط بطريقة أو بأخرى مع تنظيم القاعدة.
5. أخيرا قال الجيش أن صلاح أصبح مريضا لمدة شهر في جلال أباد ثم سافر إلى الحدود الأفغانية / الباكستانية.

سأل كولانجيلو بريان كيف حتى لو كانت الادعاءات صحيحة أن تظهر أن البلوشي مثل تهديدا للولايات المتحدة.

#### ملخص الأدلة
في سبتمبر 2007 نشرت وزارة الدفاع ملخص مذكرة الأدلة التي أعدت لمجلس المراجعة الإدارية السنوي الثاني صلاح عبد الرسول علي عبد الرحمن البلوشي في 30 يناير 2006. المذكرة أدرجت العوامل المؤيدة والمعارضة لاستمرار اعتقاله.
العوامل الأساسية التالية يفضلون استمرار اعتقال
1. الالتزام:
  1. المعتقل رغب في السفر إلى أفغانستان بعد أن سمع عن تدمير تماثيل بوذا في مقاطعة بارنيان في أفغانستان. المعتقل اقتنع كثيرا بعد عودة مجموعة مجهولة من رجال الدين. رجال الدين ذهبوا في البداية إلى أفغانستان لإقناع حركة طالبان بعدم تدمير التماثيل ولكن انتهى بهم المطاف بتغيير رأيهم والمصادقة على القانون.
  2. المعتقل يريد الذهاب إلى أفغانستان للتأكد من أن الناس كانوا مسلمين حقيقيين وهذا يعني إذا كان الناس مسلمون سلفيون.
  3. سافر المعتقل إلى إقليم بلوشستان في باكستان عبر كراتشي بباكستان في 25 يوليو 2001 وبقي مع صديق لمدة ثلاثة أسابيع. بعد ذلك سافر إلى أفغانستان في أغسطس 2001 عبر كويتا، باكستان.
  4. قال المعتقل أنه دفع لرحلته إلى أفغانستان 300 دينار بحريني وقد ادخره من خلال دراسته في الجامعة الإسلامية في المدينة المنورة بالسعودية. بالإضافة إلى ذلك تلقى المعتقل حوالي 84 دينار شهريا وراتب من الجامعة. كان المعتقل أمضى سنة واحدة طالبا في هذه الجامعة قبل مغادرته لأفغانستان.
2. الاتصالات / الجمعيات:
  1. لدى وصوله قندهار بأفغانستان قضى المعتقل أسبوعين في بيت أحد معارفه.
  2. بناء على اقتراح من هذا الشخص الذي يعرفه الذي كان يعيش معه في قندهار فقد قدم المعتقل جواز سفره إلى رجل دين في معهد محلي.
  3. رجل الدين هو من يقوم بتصفية المنظمين إلى تنظيم القاعدة. كان معروفا بشكل خاص بالتحدث كثيرا عن الجهاد. كان رجل الدين مساعد ومنسق ومسؤول عن السفر.
  4. تم العثور على اسم المعتقل على قائمة في حاسوب أحد المجاهدين المعتقلين الذي كان مرتبطا مع ناشط وضبط خلال مداهمات مع وكالة حكومية أجنبية في 1 مارس 2003.
  5. تم العثور على اسم المعتقل على وثيقة تتضمن قائمة تتكون من 324 اسم عربي وأسماء مستعارة وجنسيات متعددة من مداهمة البيوت الآمنة المرتبطة بانتمائها للقاعدة.
3. البيانات الأخرى ذات الصلة:
  1. يدعي المعتقل أنه أصبح مريضا في جلال آباد وقضى شهرا في المستشفى. بعد مغادرته المستشفى سافر المعتقل مع رجل عبر الحدود بين أفغانستان وباكستان.
  2. يدعي المعتقل أن لديه مرض صعوبات التعلم مما يجعل من الصعب جدا بالنسبة له أن يتذكر التفاصيل أو الأحداث.
  3. في 18 أغسطس 2005 رفض المعتقل التعاون ورفض مناقشة قضيته.

العوامل الأساسية التالية لصالح إطلاق السراح أو النقل
1. نفى المعتقل معرفته بهجمات 11 سبتمبر 2001 ونفى أيضا معرفته بأي شائعات أو خطط لشن هجمات في المستقبل على مصالح الولايات المتحدة أو الولايات المتحدة الأمريكية.
  1. نفى المعتقل معرفته بالتخطيط لانتفاضات داخلية في مرفق الاحتجاز في غوانتانامو.
  2. نفى المعتقل استخدام أي نوع من معدات الاتصالات مع طالبان.
  3. طلب شخص من المعتقل الانضمام إلى حركة طالبان. المعتقل لا يرغب في الانضمام إلى طالبان وقد أخبر هذا الشخص برغبته.
  4. المعتقل لا يعرف الأرقام المجهولة في ساعة كاسيو. قال المعتقل أن ساعته غير قادرة على تخزين الأرقام ونتيجة لذلك لم يكن لديه أي معلومات عن الأرقام.

### توصيات المجلس
في أوائل سبتمبر 2007 نشرت وزارة الدفاع مذكرتين منقحتين بشكل كبير من المجلس إلى جوردون إنجلاند المسؤول المدني المعين. كانت توصية المجلس بالإجماع حجب توصية المجلس. أذن لإنجلاند بنقله في 15 يونيو 2006.
خلص المجلس بأنه «... لا يزال يشكل تهديدا للولايات المتحدة وحلفائها».

## استجواب البلوشي الأخير
في 23 يوليو 2006 وصف كولانجيلو بريان الاستجواب الأخير للبلوشي. قال أن السلطات أقرت بأن 75٪ من المعتقلين لم يستجوبوا. أجري حاليا التحقيق معهم من قبل ممثل للولايات المتحدة.
لم يتم استجواب البلوشي على الإطلاق في عام 2006. قال كولانجيلو-براين أنه سئل البلوشي خلال زيارته الماضية في استجواب حول نشاطاته في حرب البوسنة في عام 1995.

## إطلاق سراح
تم الإفراج عن صلاح.
في يوم الخميس 23 أغسطس 2007 ذكرت جريدة غلف ديلي نيوز أن النائب البرلماني محمد خالد إبراهيم دعا حكومة البحرين لتقديم تعويضات مالية للمفرج عنهم.